# Enrico D'Ovidio
Pour les articles homonymes, voir D'Ovidio.
Enrico D'Ovidio (11 août 1843 à Campobasso - 21 mars 1933 à Turin) est un mathématicien et homme politique italien. Il est considéré comme le fondateur de ce qu'on appelle l'École italienne de géométrie algébrique.

## Biographie
Il est le frère de Francesco D'Ovidio. Il étudie à Naples, notamment avec Achille Sannia et Giuseppe Battaglini (it) et obtient son diplôme en 1869. Puis à partir de 1872, il enseigne l'algèbre et la géométrie analytique à l'Université de Turin, dont il fut le recteur de 1880 à 1885.
Il a notamment eu comme élèves Giuseppe Peano et Corrado Segre.
En 1878 il est élu membre de l'Académie des Sciences de Turin ; en 1879 il est lauréat du prix mathématique de l'Académie italienne des sciences ; en 1883, il devient membre de l'Académie des Lyncéens; en 1905, il est nommé sénateur.
Il fut aussi recteur de l'École polytechnique de Turin, de 1906 à 1922.

## Distinctions
- Grand officier de l'ordre de la Couronne d'Italie
- Grand officier de l'ordre des Saints-Maurice-et-Lazare

## Publications
- Le Proprietà fondamentali delle superficie di second' ordine, studiate sulla equazione generale di secondo grado in coordinate cartesiane. Lezioni date nella regia Università di Torino dal professore Enrico d'Ovidio